# Nour El Refai
Nour El Refai, född 14 november 1987 i Tripoli, Libanon, är en svensk skådespelare och komiker. Hon är bland annat känd från Ballar av stål, Melodifestivalen 2014 samt olika komikerscener.

## Bakgrund och familj
Nour El Refai är av libanesisk härkomst, och flyttade med sin mor till Sverige vid några månaders ålder. Några veckor efter ankomsten till Sverige tog föräldrarnas relation slut, varefter hon växte upp med modern på Norra Fäladen i Lund. Hon gick estetiska programmet vid gymnasieskolan Spyken.
Nour El Refai har ett samboförhållande med komikern Henrik Schyffert. Paret har en son född 2019.

## Karriär
Nour El Refai och Cecilia Forss samarbetade i TV3:s humorproduktion Hus i helvete.  De spelade också in det dolda kameran-liknande humorprogrammet Raj raj, som visades i TV4. Komikerduon var tillsammans med trubaduren Maud Lindström aktuell våren 2008 med föreställningen Almost Like Boys på Riksteatern, en egenproducerad humorshow om könsroller.
El Refai var reporter under Melodifestivalen 2008 i SVT. Samma år medverkade hon i humorprogrammet Morgonsoffan i samma kanal och i Henrik Schyfferts humorprogram Sverige pussas och kramas i Kanal 5. El Refai har även arbetat med i Morgonpasset på Sveriges Radio P3.
Under 2009 medverkade El-Refai som karaktären "Bitterfittan" i humorprogrammet Ballar av stål samt i svenska Wipeout på Kanal 5. Den 7 juli 2009 var hon sommarpratare i Sommar i P1. Under hösten och vintern 2009 medverkade hon i humorprogrammet Cirkus Möller på TV4 och som programledare för UR:s serie Hemlös. 2010 medverkade hon i musikalen Grease på Göta Lejon i Stockholm. Hösten 2010 var hon ständig gäst i UR:s ungdomsprogram Ramp i SVT2. I december 2010 var hon en av tre programledare för SR:s, SVT:s och Radiohjälpens samarbetsprojekt Musikhjälpen. 2011 och 2012 spelade El Refai titelrollen i Peter Shaffers pjäs Amadeus på Örebro länsteater i regi av Alexander Öberg. El Refai var programledare för Melodifestivalen 2014 tillsammans med Anders Jansson.

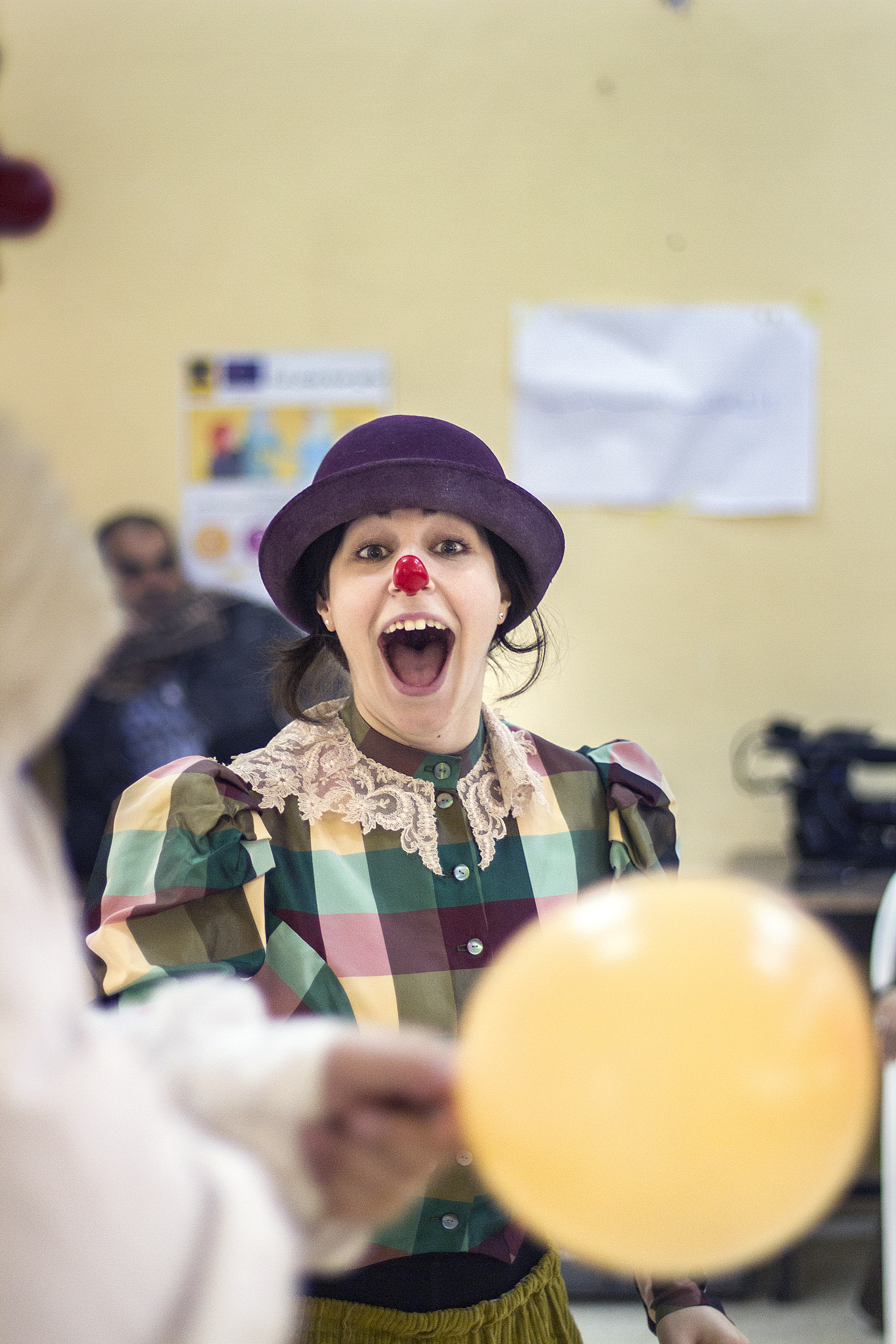
Nour El Refai för Clowner utan gränser i Jordanien 2015.

Under 2016 och 2017 turnerade Nour El Refai runt Sverige med sin enmannaföreställning En komisk depression. Föreställningen handlar om hennes uppväxt, utveckling och karriär samt strukturella samhällsproblem. Hon berättade också om sin dystymi. Föreställningen möttes av god kritik.
Under ett inslag i Raj Raj visade hon brösten för en man i Humlegården i Stockholm  för vilket hon blev dömd för sexuellt ofredande. Hon menade att det inte fanns något sexuellt i hennes agerande och att det gjordes som en politisk aktion och för att söka en komisk poäng. Strax innan hade hon själv blivit sexuellt ofredad av en man när hon låg och sov i en soffa efter en efterfest.
El Refai lider av dystymi vilket är en kronisk form av depression. I sin egen fyra program långa  SVT-serie Landet lyckopiller på totalt två timmar, som visades på TV mellan november och december 2019, berättar hon om sin depression och sina initiativ för att bekämpa den, träffar andra människor i Sverige som lider av depression samt gräver fram statistik om depression i Sverige.
År 2021 debuterade El Refai som regissör med ungdomsserien Skitsamma på Discovery+.
Sedan 2021 är El Refai panelmedlem i Masked Singer Sverige.

## Filmografi
- 2004 – Generation Y
- 2005 – Vem är du?
- 2006 – Elvismackan
- 2006 – Frostbiten
- 2006 – När mörkret faller
- 2006 – Hus i helvete (TV-serie)
- 2007 – Beck – Det tysta skriket
- 2007 – Raj raj (TV-serie)
- 2010 – Wallander – Dödsängeln
- 2010 – Välkommen åter (TV-serie)
- 2011 – Kronjuvelerna
- 2012 – Labyrint
- 2012 – Johan Falk: Spelets regler
- 2014 – Söder om Folkungagatan (TV-serie)
- 2014 – Hallonbåtsflyktingen
- 2015 – Jordskott (TV-serie)
- 2015–2018 – Parlamentet (TV-program)
- 2015 – Boys (TV-serie)
- 2016 – Jag älskar dig – en skilsmässokomedi
- 2016 – Siv sover vilse
- 2017 – Släng dig i brunnen
- 2017 – Becker – Kungen av Tingsryd
- 2018–2019 – Bonusfamiljen (TV-serie)
- 2018 – Lyrro. Ut- och invandrarna
- 2019 – Landet lyckopiller
- 2020 – Min pappa Marianne
- 2022 – Året jag slutade prestera och började onanera
- 2023 – Avskalat
- 2023 – Trolltider – legenden om bergatrollet (TV-serie)

## Scen
- Melodifestivalen 2008
- Sommarturné med Lars Winnerbäck, 2008[1]
- Almost Like Boys Riksteatern, 2008
- Om att vara ett får när man vill vara en fågel, 2009
- Sunny Standup turné, Sommaren 2009
- Malmö i mitt hjärta, 2009
- RAW Comedy, 2009
- Julen i mitt hjärta, 2009
- Stockholm comedy, 2009, 2010
- Grease, Göta Lejon, 2010
- Schyffert & Lindström, 2010
- Lund Humorfestival, Glans, Batra, El Refai 2010
- Sunny Standup turnén, 2010
- X-mas comedy, 2010
- RAW på Turné, 2011
- Amadeus, Örebro Länsteater, 2011
- Tre Decemberkvällar, Babel Malmö, 2011
- Zpanska Flugan, Nöjesteatern Malmö, 2012
- Melodifestivalen 2014
- Karlsson på taket, Göteborgs Stadsteater 2015
- En komisk depression, 2016–2017
- Karlsson på taket, Dramaten, Stockholm 2016
- Guldtuben 2017
- Swede Hollow, Elverket, 2017[15]

## Radio
- Morgonpasset, P3, 2008–nutid
- Dansbandsgalan. SR P4, 2008[1]
- Sommar i P1, SR P1, 2009
- På jakt efter kvinnan, SR P1, 2010
- Tankar för dagen, SR P1, 2010, 2011
- Musikhjälpen, SR och SVT, 2010
- Klämdagshjälpen, SR, 2012
- Godmorgon, världen! P1 2014
- Månsaråttan, julkalender, P4 2015